# هری هاپمن
 هری هاپمن (انگلیسی: Harry Hopman؛ زاده ۱۲ اوت ۱۹۰۶ درگذشته ۲۷ دسامبر ۱۹۸۵) یک تنیس‌باز اهل استرالیا بود.